# Győri ETO FC
Győri Egyetertes Torna Osztaly FC er en fodboldklub hjemmehørende i den ungarske by Győr. Klubben blev stiftet i 1904 under navnet Győri Vagongyar og har undergået mange navneændringer siden. Klubben spiller sine hjemmekampe på ETO Park med plads til 16.000 tilskuere.

## Titler
- Ungarske mesterskaber (3): 1963, 1982 og 1983
- Ungarske pokalturnering (4): 1965, 1966, 1967 og 1979

47°41′44.76″N 17°39′49.78″Ø / 47.6957667°N 17.6638278°Ø
| Fodbold | Spire Denne artikel om en fodboldklub er en spire som bør udbygges. Du er velkommen til at hjælpe Wikipedia ved at udvide den. |